# 偶像瘋子
《偶像瘋子》（韓語：아이돌아이）是韓國Genie TV預計於2025年下半年首播的原創電視劇，亦為ENA的月火連續劇，由《原來這就是愛啊》、《春畫戀愛談》的导演李光英执导，金多凜編劇執筆，崔秀英、金宰永主演。

## 演员阵容

### 主要人物
- 崔秀英 饰演 孟世娜 ，擁有豐富經歷的刑事辯護律師，同時是偶像團體Gold Boys的忠實粉絲。個性沉著理性，私下卻充滿熱情。
- 金宰永 饰演 都來益，偶像樂團Gold Boys的主唱及視覺擔當，因捲入殺人事件而成為嫌疑人。他在舞台上展現光彩形象，實則背負沉重壓力與創傷。